# 中村站 (日本)
中村站（日语：／ Nakamura eki */?）是一位於日本高知縣四萬十市站前町、隸屬於土佐黑潮鐵道的鐵路車站。車站編號為TK40。中村站是四萬十市的中心車站，亦是通往四國最南端足摺岬的轉車站。土佐黑潮鐵道的公司會社也落戶於本站內。
系統上本站是作為中村線和宿毛線的分界位，大部份普通列車都只會行駛其中一條線道，但少部份特急列車及普通列車仍會直通兩線。

## 車站結構

### 站房
車站站舍為國鐵時代所興建，為兩層高混凝土建築物。地下為售票大堂、等候室、商店等設施；二樓則為土佐黑潮鐵道的公司會社。本站售票窗口提供綠窗口服務
2009年起將地下全面翻新及改造，令整體環境變得更加舒適及現代化，亦因而獲得不少的殊榮。
通過改札口可直接到達1號月台，另外設有行人天橋連接對面的島式月台，翻新工程時更加增設了自動電梯。

### 月台配置

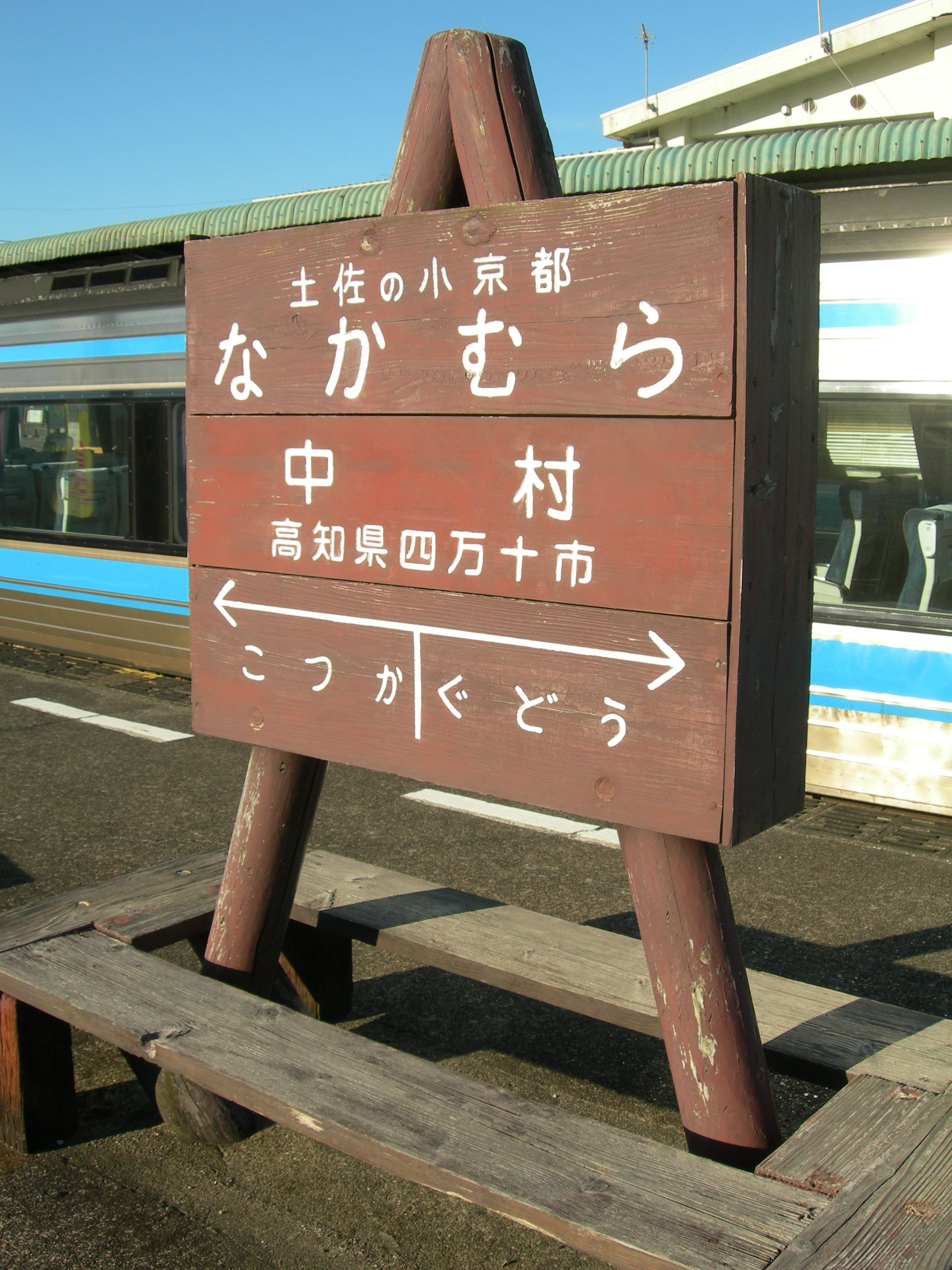
豎立於月台上的舊式木站牌（2010年5月）。

本站設有側式月台及島式月台各1個，共提供2面3線的配置，1號月台主要供下行以本站為終站的特急列車使用，有效長度達200米，不過現時大都只使用位於剪票口附近的月台；島式月台長約140米，有效長度為7輛。其中2號月台則多為上行的特急列車使用，3號月台則專供普通列車使用。月台之間以行人天橋連接。

檢票口
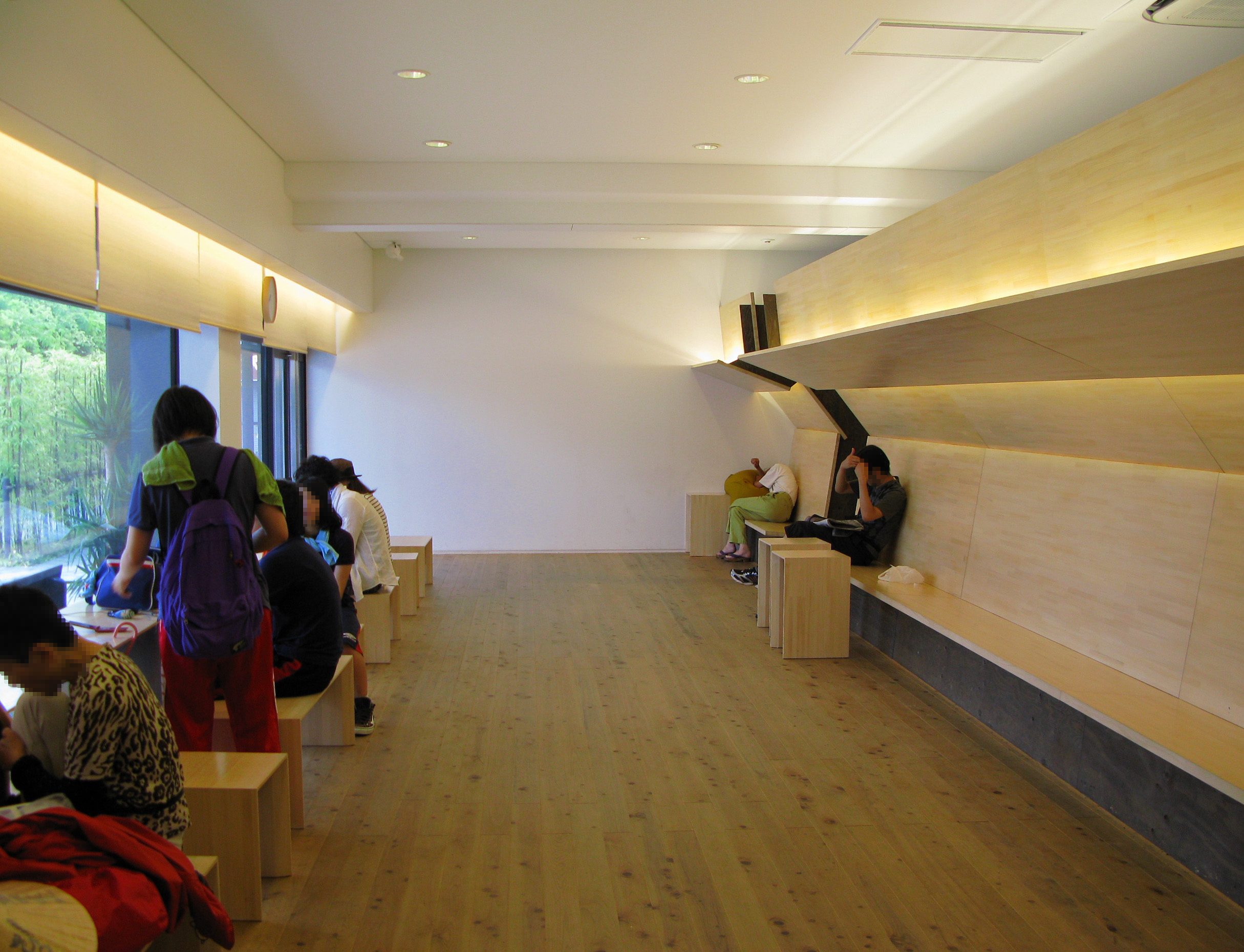
候車室
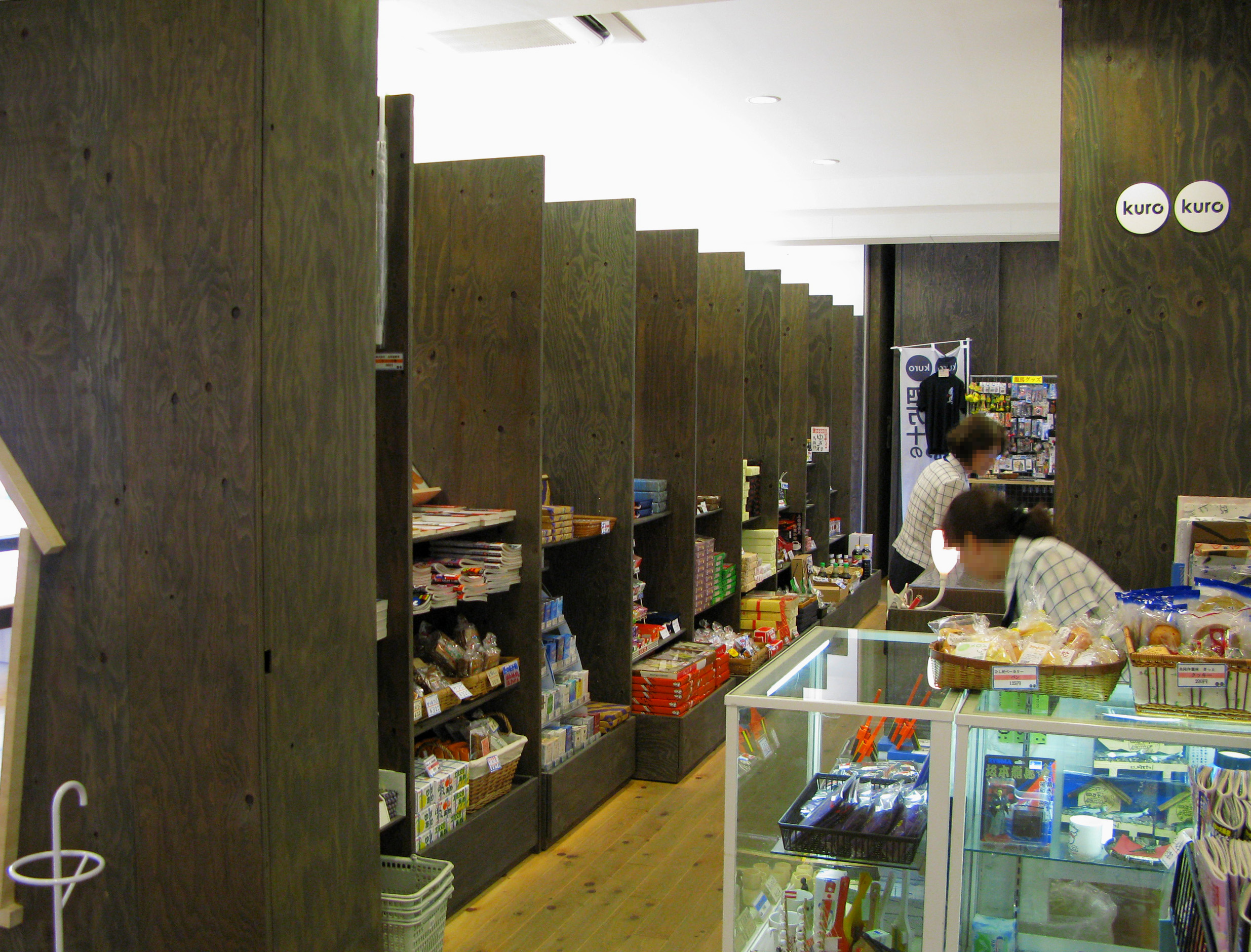
小賣店
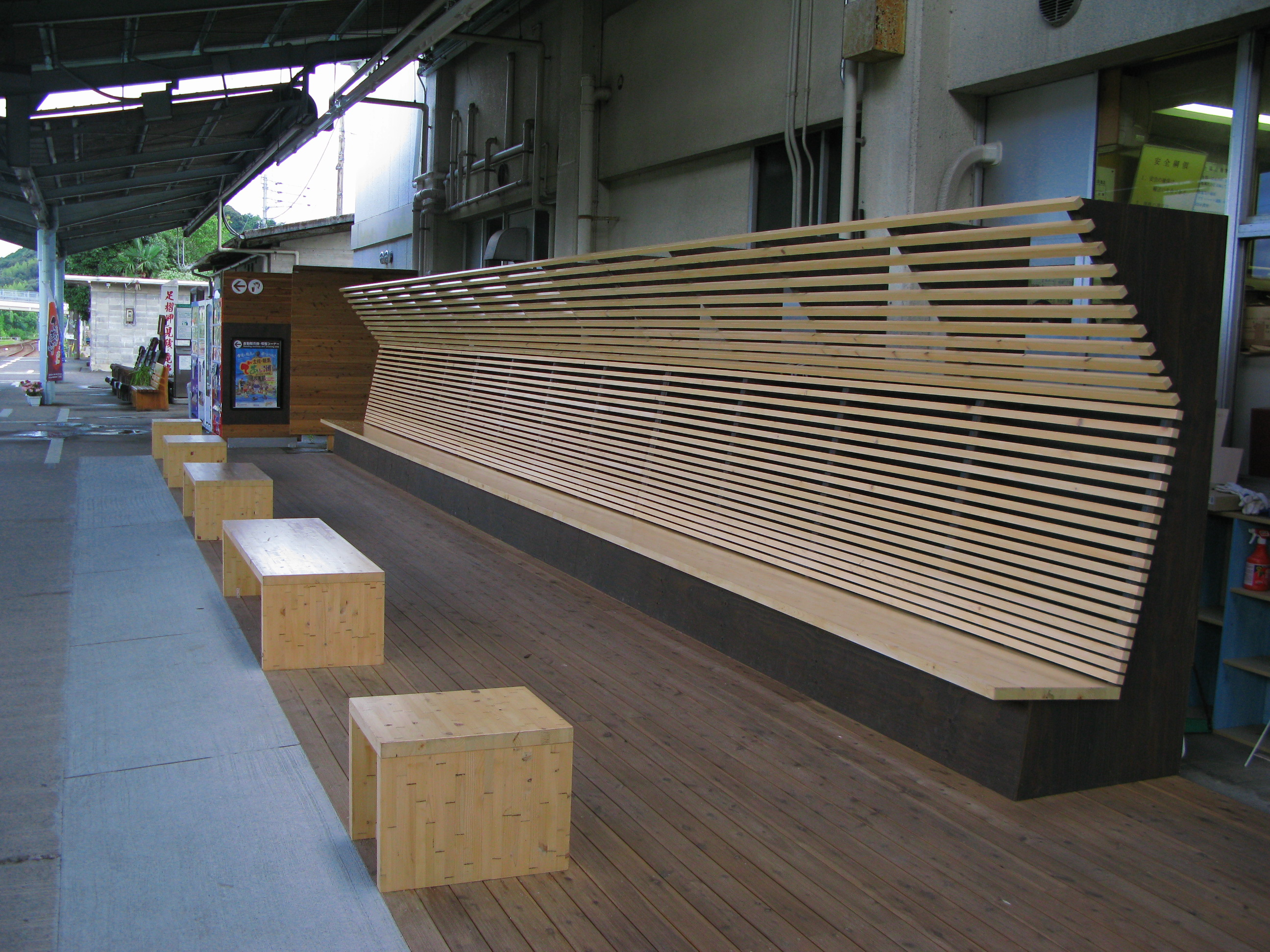
候車空間

| 月台 | 路線    | 方向 | 目的地               | 備註             |
| ---- | ------- | ---- | -------------------- | ---------------- |
| 1    | ■宿毛線 | 下行 | 宿毛方向             | 1班特急、2班普通 |
| 1    | ■中村線 | 上行 | 窪川、高知、高松方向 | 3班特急、4班普通 |
| 2    | ■宿毛線 | 下行 | 宿毛方向             | 2班普通          |
| 2    | ■中村線 | 上行 | 窪川、高知、岡山方向 | 5班特急、1班普通 |
| 3    | ■宿毛線 | 下行 | 宿毛方向             | 9班普通          |
| 3    | ■中村線 | 上行 | 窪川方向             | 4班普通          |

- 檢票口
- 候車室
- 小賣店
- 候車空間

## 歷史
- 1970年10月1日：日本國有鐵道中村線延伸段（土佐佐賀－中村）開業。中村線終點站。
- 1987年4月1日：日本國鐵分割民營化，車站的營運由JR四國繼承。
- 1988年4月1日：原屬JR系統的中村線改為第三部門方式營運，包括鐵路線在內的沿線硬體設施轉交由土佐黑潮鐵道營運。
- 1997年10月1日：宿毛線開業，本站變為中途站。
- 2005年

- 3月2日：宿毛線宿毛站內發生列車意外，宿毛線停駛，本站成為臨時終點站。
- 6月13日：宿毛線重開，但只能以東宿毛站為止。
- 11月1日：東宿毛－宿毛間重開。

- 2009年11月7日：車站翻新工程展開。
- 2010年：

- 3月20日：翻新工程完成，加設扶手電梯。
- 6月28日：站房內全區域均可接收FREESPOT公共Wi-Fi。

- 2013年11月：站房獲土木學会（日语：土木学会）選為2012年度「土木學會設計獎」最優秀獎[1]。
- 2014年10月15日：站房獲Brunel Award（英语：Brunel Award）「站房建築部門」優秀獎[2][3][4]。
- 2020年3月14日：隨時間表改正，由本站始發的「南風」6號變為只前往高知的「足摺」，這令唯一原可直通至本州岡山的列車正式終結[5]。
- 2022年3月12日：隨時間表改正，由宿毛站發車經本站往高松的「四萬十」10號改為只前往高知的「足摺」18號。這亦令在土佐黑潮鐵道線道內的特急列車全部皆以高知為終站[6][7][8]。
- 2024年：

- 3月16日：隨時間表改正，中村線特急列車由原來的9往復改為8往復；然而「足摺」18號與「四萬十」8號統合則令宿毛始發直通至高松的列車於被取消兩年後重新恢復。
- 7月1日：站內的咖啡店「中村駅珈琲」經裝修後重新營業。

- 2025年6月28日：晚上11時，一輛開往宿毛站的尾班普通列車，在中村站內換線時發生脫軌事故，導致該班列車及翌日宿毛線及部份中村線列車停駛[12][13]。

## 使用狀況
根據國土交通省「國土數值情報」，本站為中村、宿毛兩線中使用人數最多的車站；而在土佐黑潮鐵道的全數車站中則排名第三。以下為1日平均上下車人次：
| 年度 | 1日平均 乘降人次 | 1日平均 乘降人次 |
| ---- | ---------------- | ---------------- |
| 2011 | 1,050            |                  |
| 2012 | 1,007            |                  |
| 2013 | 978              |                  |
| 2014 | 943              |                  |
| 2015 | 990              |                  |
| 2016 | 939              |                  |
| 2017 | 978              |                  |
| 2018 | 923              |                  |
| 2019 | 844              |                  |
| 2020 | 568              |                  |
| 2021 | 598              |                  |
| 2022 | 695              |                  |

## 相鄰車站
土佐黑潮鐵道
■中村線（直通宿毛線）
■特急「足摺」6、7號，「四萬十」4號
土佐入野（TK37）－中村（TK40）－平田（TK45）
■特急「足摺」（其他），「四萬十」1號
土佐入野（TK37）－中村（TK40）
■普通
古津賀（TK39）－中村（TK40）－具同（TK41）

## 外部連結
- 土佐黑潮鐵道中村站官方網站